# Retable de Saint Georges du Centenar de la Ploma
Le Retable de Saint Georges est une des œuvres majeures de la peinture valencienne de style gothique international. Il est aussi appelé Retable du Centenar de la Ploma par référence à la compagnie de cent arbalétriers chargés d'escorter et de protéger la senyera, bannière de la ville et du royaume de Valence,. Effectué vers 1400, il illustre notamment la bataille du Puig de Cebolla (1237), qui a marqué la Reconquista et la création du royaume de Valence ainsi que les épisodes légendaires de la vie de saint Georges. 
Ce retable de 6,6 m x 5,5 m est conservé au Victoria and Albert Museum de Londres depuis 1864. 

## Description
Le panneau central représente la bataille du Puig de Cebolla au cours de laquelle le roi Jacques Ier d'Aragon a vaincu le roi musulman Zayyan Ibn Mardanich en 1237. Le peintre a voulu représenter aussi fidèlement cette bataille que les troupes du roi d'Aragon ont remportée en dépit de leur infériorité numérique grâce à une ruse de Bernat Guillem de Entença. Dans la confusion de la bataille, on voit se détacher saint Georges à la chevelure blonde et identifié par la croix de saint Georges tandis que, au premier plan, le roi portant couronne et arborant un surcot aux couleurs de la Catalogne et de la couronne d'Aragon perce de sa lance le roi ennemi. En dessous du panneau central, saint Georges, dont le casque est orné d'une plume de héron cendré — attribut de la compagnie d'arbalétriers —, terrasse le dragon sous le regard de la princesse. Le panneau central est surmonté d'un tableau de la Vierge de la Victoire couronnée par le Christ alors qu'elle allaite son enfant et est entourée d'anges musiciens. 
Les seize panneaux latéraux relatent l'histoire et le martyre de saint Georges de Cappadoce, qui s'était rebellé contre l'empereur Dioclétien, en suivant pour l'essentiel La Légende dorée de Jacques de Voragine. Les espaces entre les grands panneaux verticaux sont occupés par les images de 24 prophètes et de 12 apôtres. La prédelle représente dix scènes de la passion du Christ.
Ce retable a longtemps été connu comme étant l'œuvre du Maestro del Centenar, sous lequel divers historiens de l'art du siècle dernier ont cru pouvoir identifier Andreu Marçal de Sax. Toutefois, dans une étude publiée en 2011, Matilde Miquel Juan, professeure à la Complutense, conclut que Andreu Marçal de Sax aurait seulement collaboré aux panneaux latéraux de ce retable, tandis que les panneaux centraux et le plus célèbre seraient dus à Miquel Alcanyís, compte tenu de la proximité stylistique avec ses autres œuvres,. Selon cette historienne, d'autres peintres valenciens auraient aussi collaboré à ce tableau, notamment Johan Utuvert et Gonçal Peris.

Détails
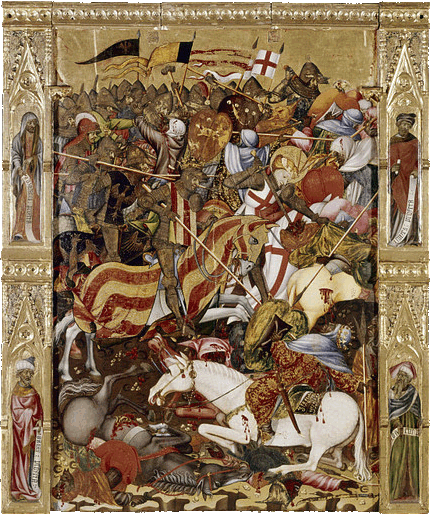
Panneau central Bataille du Puig de Cebolla
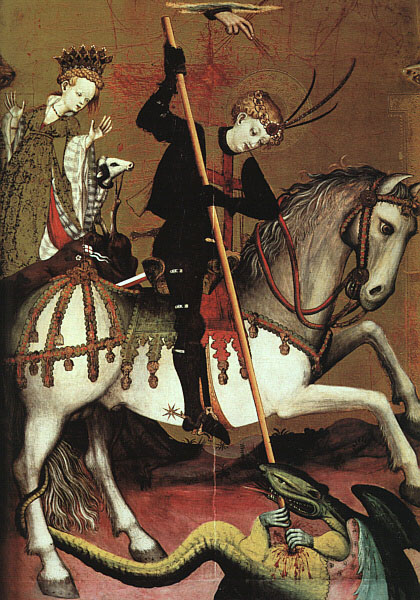
Panneau centralSaint Georges et le Dragon.
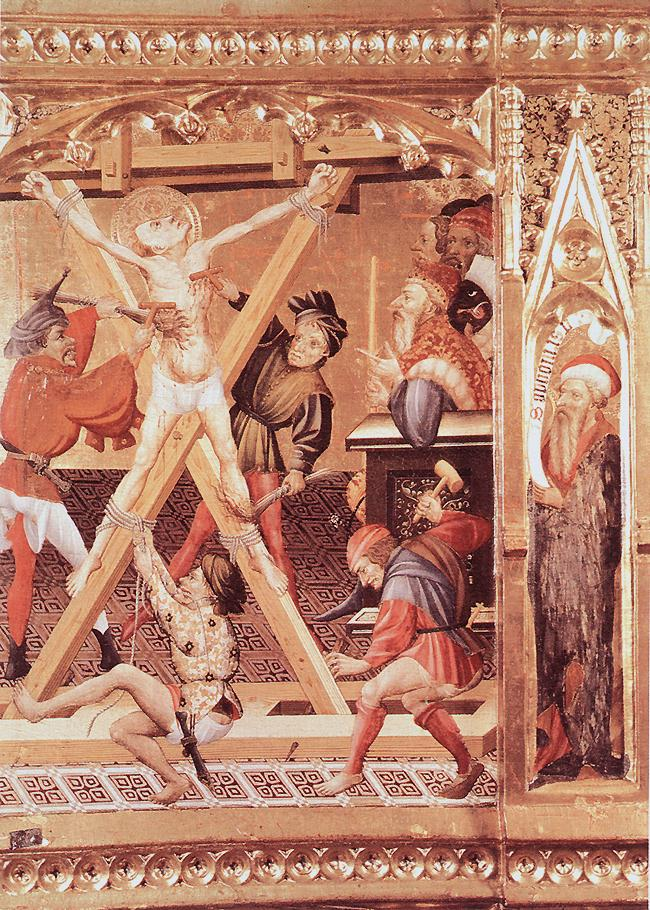
Panneau latéralMartyre de saint Georges.

## Sources
- (es) Matilde Miquel Juan, « Un pintor holandés en la Corona de Aragón », Anales de Historia del Arte, vol. 22,‎ 2012, p. 333-346 (lire en ligne)
- (es) Matilde Miquel Juan, « El gótico internacional en la ciudad de Valencia : El retablo de san Jorge del Centenar de la Ploma », Goya, no 336,‎ 2011, p. 191-213